# Можжевельник ложноказацкий
Можжеве́льник ложноказацкий (лат. Juniperus pseudosabina) — вечнозелёные хвойные деревья, вид рода Можжевельник (Juniperus) семейства Кипарисовые (Cupressaceae).

## Распространение и экология
Встречается в Центральной Азии, Западной и Восточной Сибири.
В естественных условиях растёт в альпийском поясе, на гольцах, осыпях, скалах, каменистых местах. Как правило на высоте 2000-4100 м над уровнем моря.
Растёт медленно, к почвам нетребователен, морозостоек, засухоустойчив.

## Ботаническое описание
Стелющийся кустарник с лежачими и приподымающимися ветвями, при чем конечные веточки достигают толщины 1,5—2 мм.
Листья длиной 1,5—2, реже 3 мм, шириной 1,5 мм, туповатые, почти эллиптические, с внутренней (то есть обращенной к ветке) стороны вогнутые, на наружной выпуклые, с овальной или продолговатой, спинной желёзкой.
Однодомное растение. Пылит в июне. Шишкоягоды овальные длиной 5—8 (редко до 12) мм, буровато-чёрные, иногда со слабым, сизым налётом, созревают через год. Семена овальные, гладкие, длиной 5 мм, шириной 3 мм.

## Хозяйственное значение и применение
Древесина устойчива против гниения, прямослойная, очень прозрачная, даёт поделочный и частью строевой материал.
Шишкоягоды использовали при изготовлении конфет, желе, пряников.
В посадках весьма декоративен.

## Таксономия
Вид Можжевельник ложноказацкий входит в род Можжевельник (Juniperus) семейства Кипарисовые (Cupressaceae) порядка Сосновые (Pinales).
|  |                    |  |                                          |                                          |                       |  | ещё 6 семейств | ещё 6 семейств |                                |  |  |  | ещё от 50 до 67 видов |
|  |                    |  |                                          |                                          |                       |  | ещё 6 семейств | ещё 6 семейств |                                |  |  |  | ещё от 50 до 67 видов |
|  |                    |  |                                          | порядок Сосновые                         |                       |  |                |                | род Можжевельник               |  |  |  |                       |
|  |                    |  |                                          | порядок Сосновые                         |                       |  |                |                | род Можжевельник               |  |  |  |                       |
|  | отдел Голосеменные |  |                                          |                                          | семейство Кипарисовые |  |                |                | вид Можжевельник ложноказацкий |  |  |  |                       |
|  | отдел Голосеменные |  |                                          |                                          | семейство Кипарисовые |  |                |                |                                |  |  |  |                       |
|  |                    |  | ещё 13—14 порядков голосеменных растений | ещё 13—14 порядков голосеменных растений |                       |  |                | ещё 10 родов   | ещё 10 родов                   |  |  |  |                       |
|  |                    |  |                                          | ещё 13—14 порядков голосеменных растений |                       |  |                |                | ещё 10 родов                   |  |  |  |                       |